# Škachaïta
La škachaïta és un mineral de la classe dels carbonats que pertany al grup de la dolomita, sent el membre del grup amb cobalt dominant. Rep el nom en honor de Pavel Škácha, conservador del Museu Miner de Příbram.

## Característiques
La škachaïta és un carbonat de fórmula química CaCo(CO₃)₂. Va ser aprovada com a espècie vàlida per l'Associació Mineralògica Internacional l'any 2023, i publicada l'any següent. Cristal·litza en el sistema trigonal.
L'exemplar que va servir per a determinar l'espècie, el que es coneix com a material tipus, es troba conservat a les col·leccions del departament de mineralogia i petrologia del Museu Nacional de Praga, a la República Txeca, amb el número de catàleg: p1p 52/2022.

## Formació i jaciments
Va ser descoberta al filó hidrotermal B117 de la mina d'urani núm. 6 de Brod, al districte de Příbram (Bohèmia Central, República Txeca). Aquest indret és l'únic a tot el planeta on ha estat descrita aquesta espècie mineral.